# Николай Малакс
.

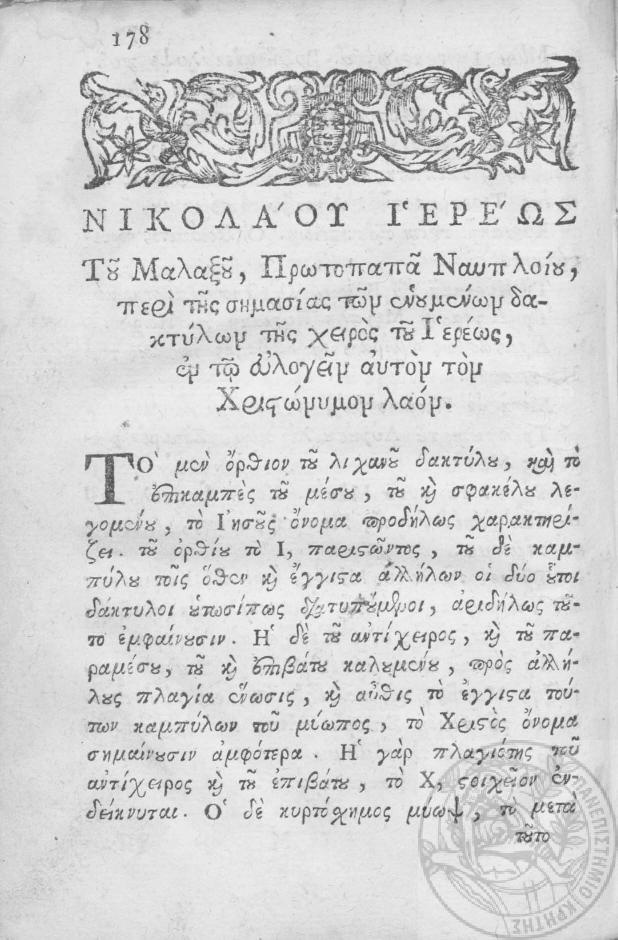
Сочинение Николая Малакса на греческом. Ειρμολόγιον 1742 года

Никола́й Мала́кс (греч. Νικόλαος Μαλαξός; ? — после 1573) — православный протоиерей нафплионский, книгоиздатель, учёный богослов, гимнограф и писатель. Сам себя в своих сочинениях называл протопапа (πρωτο-παπα) Нафплиона, что означает: «первый папа города Нафплиона».
Николай Малакс родился в городе Нафплионе и вероятно образование получил в Константинополе у мудрого Антония Великого ритора. Он женился на дочери священника и также стал священником. Сначала был простым иереем, но затем был возведен в сан протоиерея города Нафплиона.
В 1533 году у Николая умерли два сына во время эпидемии чумы в Нафплионе. Сам Николай также заболел, но выздоровел, чудом избежав смерти.
После завоевания его родины турками, в 1540 году, Николай переехал в Венецию. По дороге его корабль чуть не утонул. В Венеции Николай занялся книгоизданием греческих вероучительных и богослужебных книг. В эти книги Николай помещал и свои сочинения. В богослужебные книги он включал собственные песнопения, из которых стихиры в службах Андрею Первозванному, на зачатие святой Анны и пророку Даниилу с тремя отроками внесены в славянскую Минею.
Николай возвратился на Родину, в Грецию, и поселился на Крите, где, вероятно, и умер.
На Руси помимо богослужебных песнопений Малаксы, известно его толкование на именословное перстосложение, которое было в 1656 году переведено и вошло в книгу «Скрижаль» под названием «О знаменова́нии соединя́емых персто́в руки́ священни́ка, внегда́ благослови́те ему́ христоимени́тые лю́ди».